# ハーパーズ・フェリー (ウェストバージニア州)

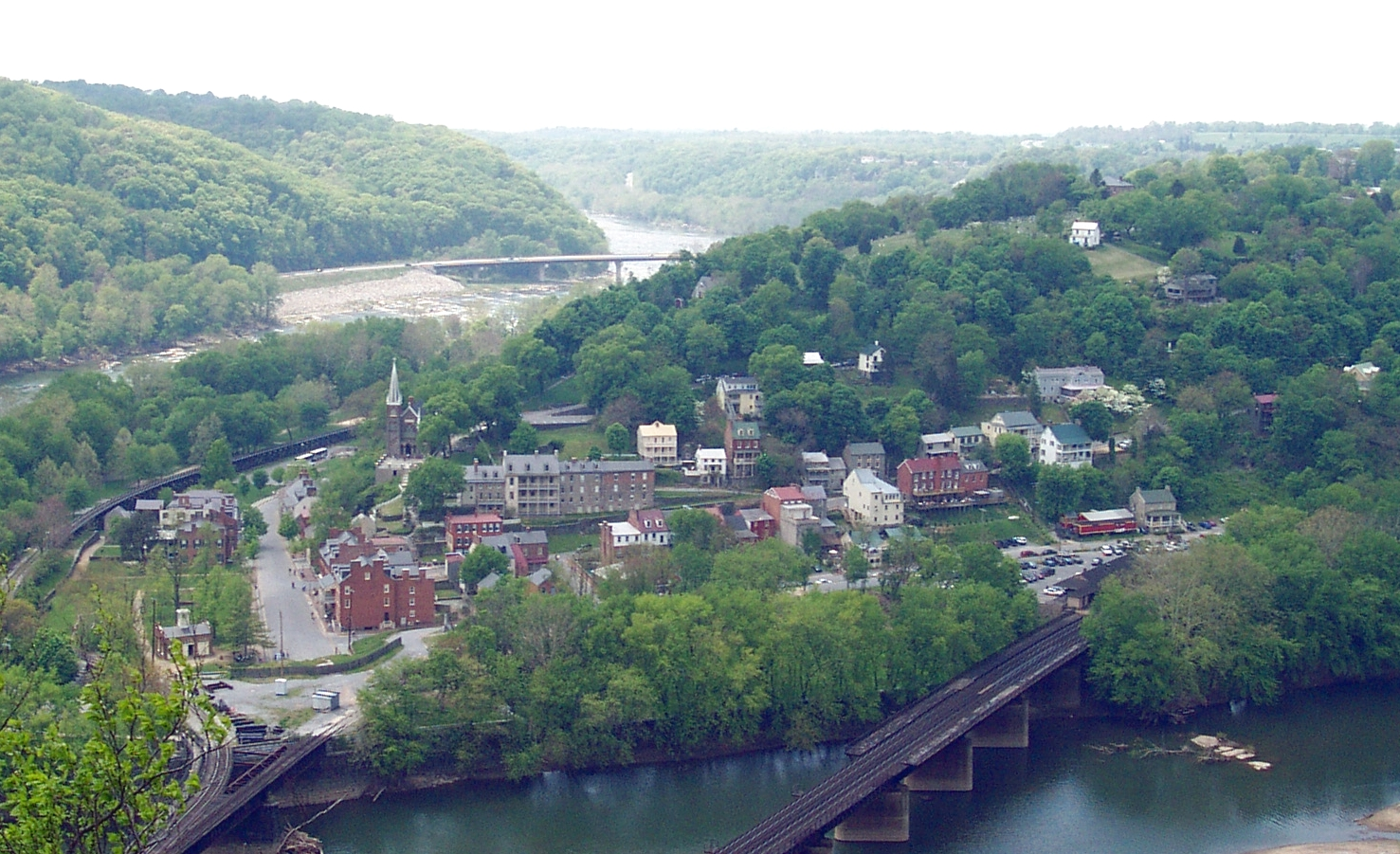
ハーパーズ・フェリー。ポトマック川のメリーランド州側から望む。

ハーパーズ・フェリー（Harpers Ferry）は、アメリカ合衆国ウェストバージニア州ジェファーソン郡にある町。ワシントンD.C.から北西へ約100km、ウェストバージニア州の最東端で、メリーランド・バージニアとの3州境となっているポトマック川とシェナンドー川との合流点に位置する。また、町はシェナンドー川流域の北端にもあたる。人口は307人（2000年国勢調査）。町域面積は1.6km²である。
ハーパーズ・フェリーは南北戦争における激戦地（ハーパーズ・フェリーの戦い）として知られ、一部がハーパーズ・フェリー国立歴史公園に指定されている。

## 歴史
1733年に入植者によって渡し船（フェリー）が設けられ、1747年にこれを買い取ったロバート・ハーパーが自分の名を付けて「ハーパーズ・フェリー」と呼ばれるようになった。1796年には連邦政府が土地を購入して武器庫を建設し、ハーパーズ・フェリーは交通上、軍事上の要衝となった。
1859年10月16日には過激派の奴隷制度廃止運動家であったジョン・ブラウンらが武器庫を襲撃したが失敗に終わり、10月18日ブラウンは捕らえられて、12月2日絞首刑に処せられた。この事件は南北戦争開戦の一因になったとされる。南北戦争中にはハーパーズ・フェリーは数多くの攻防が行われる激戦地となった。中でも1862年9月12日から15日にかけてのハーパーズ・フェリーの戦いは有名である。
南北戦争に際してウェストバージニア州がバージニア州から分離した時には、ハーパーズ・フェリーはバージニア州側に含まれていたが、南北戦争が終わると、ハーパーズ・フェリーが含まれるジェファーソン郡及びバークリー郡は、連邦政府によってバージニア州からウェストバージニア州に移管された。

## 交通

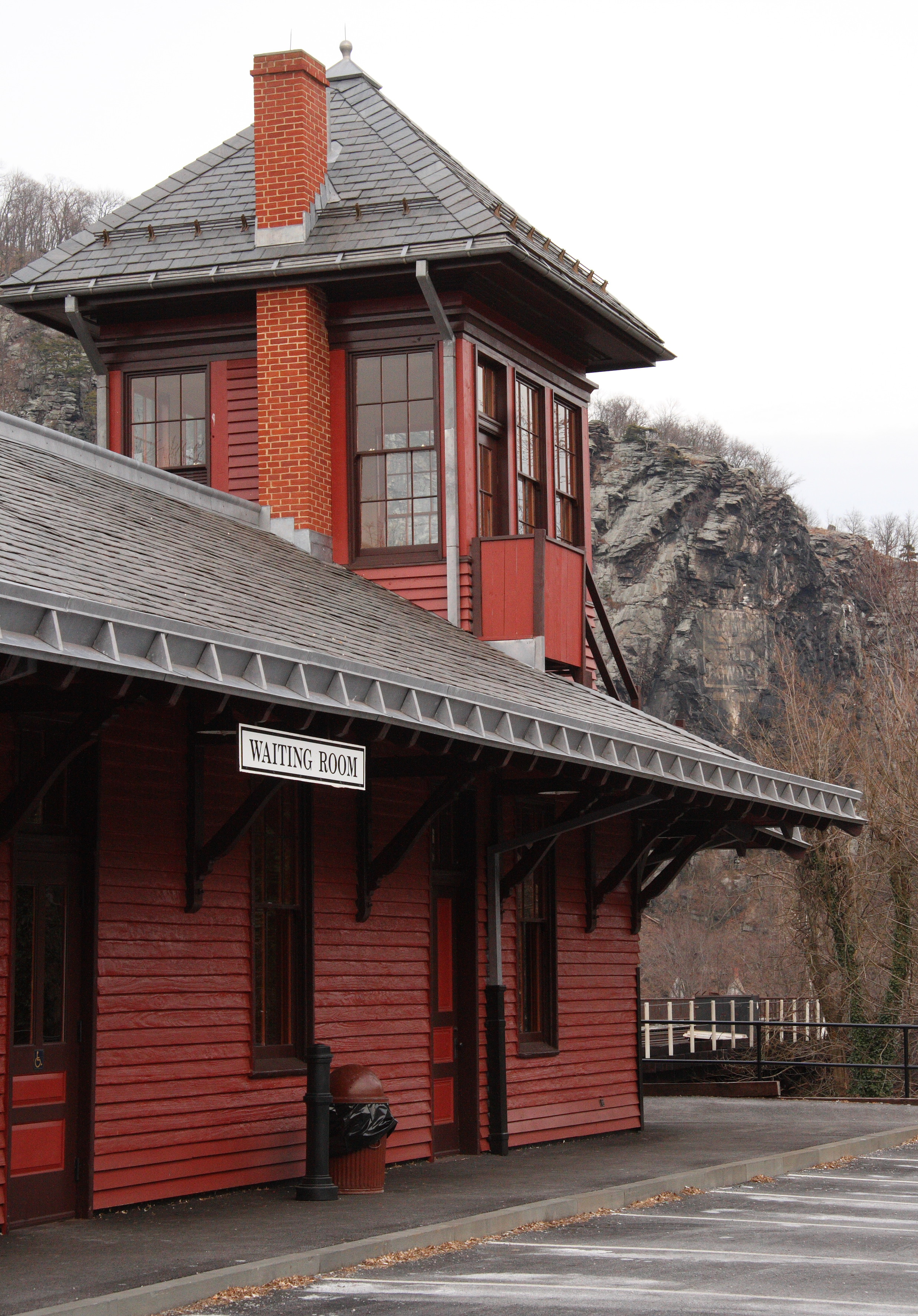
ハーパーズ・フェリー駅

### 鉄道
ハーパーズ・フェリー駅はポトマック・ストリートおよびシェナンドー・ストリートにある。アムトラックのシカゴとワシントン間の夜行長距離列車キャピトル・リミテッド号が1日1往復停車する。そのほかメリーランド州の通勤鉄道であるMARC（マーク）が平日にブランズウィック線を運行している。ワシントンD.C.のユニオン駅に通じている。